# 動力集中式列車

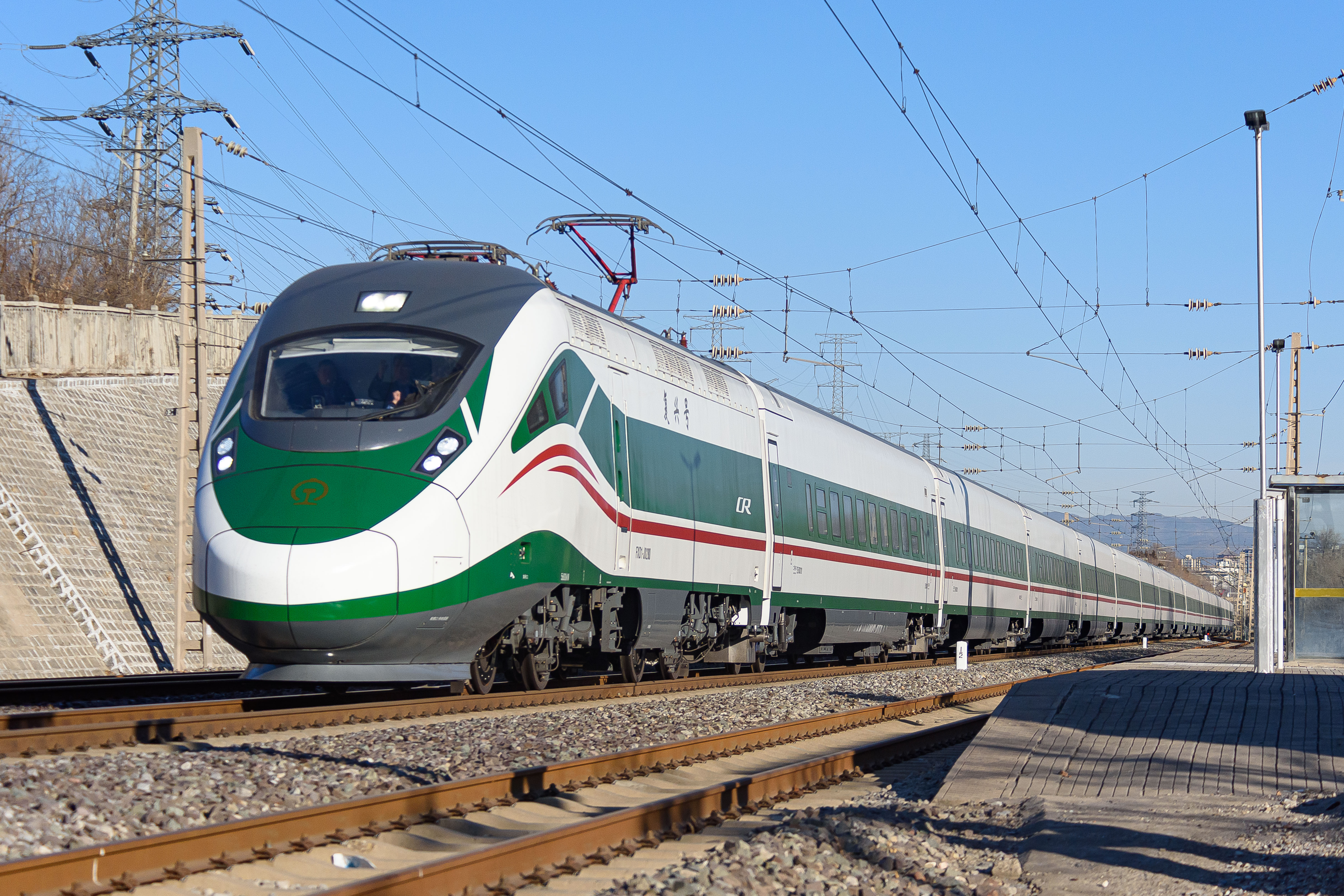
中国铁路CR200J型动力集中式列车

動力集中式列車是動車組按照动力布置形式来区分的一種構成模式。相对于動力分散式列車而言，动力集中式动车组采用列首或列尾编挂一台仅提供动力的机车进行牵引运行，或列车两端各编挂一台仅提供动力的机车进行推挽运行的动力模式。提供动力的机车不开放载客，大多在机车其中一端或两端设置有供司机操控的驾驶室。亦有少数动力集中式列车将机车编挂于编组中部，通过编组两端的驾驶室对机车进行操控。
相较于动力分散式列车，动力集中式列车具有易维修、编组自由、造价低廉等优点，除用于客运运输外，亦常見於貨運及軍事用途。

## 優劣比較
相较动力分散式列车，动力集中式列车具有以下：
優點
- 維修容易：維修一部機車比多节動車容易。
- 编组自由：動力集中列车可任意加減拖车的数量。
- 安全：把動力系統放在遠離乘客的機車較安全；特別是蒸汽機車存在鍋爐爆炸的可能。
- 替換動力方便：倘若機車故障，或是要進入不同電力區間，可以簡單替換；而無需把整列聯車更換。
- 裝備更新：機車及客車、貨車車廂可以分別更新而互不影響。有時機車的變舊會比車廂快，有時反過來是車廂較快變舊。
- 运用效率：當動車組沒有工作時會成為浪費掉的寶貴動力裝置，機車則可以較容易調整分派。
- 客車車廂内噪音小：在动车组运行时，牵引设备及其相关部件将不可避免地产生动力噪音。若將動力集中化，可減少客車車廂的噪音，提升乘客的乘坐体验。

缺點
- 效率低：機車的換掛作業會使停靠月台的時間拉長，降低月台使用效率，若臨時發生機車故障而進行換掛作業，則容易影響後方列車的運行，連帶可能產生誤點問題。
- 車外噪音大：動力集中方式的最大軸重大，所以同等速度車外噪音震動更大。
- 維護費高：和动力分散式相比，动力集中式的机车轴重较大，对綫路的損傷也比較大，令基礎設施維護費提高。
- 編組電源問題：由於客車車廂無動力，且於機車調度時，僅能以車廂的電池組勉強維持照明，因此必須採用機車供電，供應車廂電源，若機車無發電機組供電時，則必須加掛電源拖車。
- 能源利用效率低：動力集中體系中，車輛需要承受牽引力，必須更堅固也更沉重[來源請求]，機車爲了獲得足夠的牽引力也必須更重，這就造成很多能量用來牽引负重而不是貨物乘客。
- 加速度較低：理論上，同樣編組長度，加速性能不如動力分散牽引模式。然而，由於三相交流傳動技術成熟使牽引功率大大提高，電力機車和高速鐵路機車在加速性能上已不遜於動力分散式。低加速度在蒸汽機車編組和內燃机車編組相對明顯。
- 折返耗時：折返時若尾端無機車或駕駛拖車，則需耗費時間在機車頭調度上。

- 若是採用關節式轉向架的列車，則不利於編組，無法輕易加減拖車數量。

## 推拉式列車
過去很多的客車採用「推拉」方式運作，參見推拉式列車。客運和快遞貨運用途中這些列車均可演進爲動力集中式列車。
推拉式聯車與傳統推拉式列車相比集成程度更高，運行上更加靈活，且不需要機務整備設施。聯車全車集成一套獨立於動力系統、制動系統的控制系統，而傳統推拉式列車的每輛機車都集成著一套控制系統，每節車廂均配備獨立的手動緊急制動系統；推拉式聯車的動力機車旣可出現在頭尾兩端也可僅出現在頭尾一端，甚至還可衹出現在列車中間，而傳統的頭尾雙機車顧名思義兩端必有車頭，儘管實際使用時旣可一拉一推（需特別車頭車尾聯絡方式）又可衹拉不推。
|                  | 傳統推拉式列車                                       | 推拉式聯車                                     | 動力分散式列車                            |
| ---------------- | ---------------------------------------------------- | ---------------------------------------------- | ----------------------------------------- |
| 控制系統         | 鐵路機車內部集成                                     | 整車集成                                       | 整車集成                                  |
| 動力系統         | 機車內部集成 全車低度集成或不集成 動力輸出機車不載客 | 全車集成，不超過2節機車輸出 動力輸出機車不載客 | 全車集成，多節動力車輸出 動力輸出車廂載客 |
| 制動系統         | 鐵路機車內部集成 各車廂手工緊急制動閥                | 全車集成                                       | 全車集成                                  |
| 動力輸出         | 全力輸出 · 正常輸出                                  | 雙機車版 · 單機車版 · 比利時版                 | 隨意                                      |
| 車站機務整備設施 | 偶爾需要                                             | 不需要                                         | 不需要                                    |
| 加減掛車廂與機車 | 機務隨時                                             | 普通聯車不可變更 可變編組動車組廠內完成        | 普通聯車不可變更 可變編組動車組廠內完成   |
| 舉例             | 推拉式自強號列車                                     | NDJ3型推拉式聯車                               | 僅兩節動力車的CJ6型動力分散式聯車         |

單機車版本的動力集中式列車往一個方向行駛時由機車在前面拉，往另一方向時則由機車在後面推，由司機在另一端透過駕駛客車操控位於車尾的機車，故稱為推拉式列車；推拉也指兩端各一輛機車頭一推一拉同步進行。
雙機車推拉式列車由於動軸數加倍，在軸重需求以及加速性能上彌補了單一機車牽引時的缺失，在現代客車應用上成為一種主流。
推拉式聯車是人類發明的第一種聯車，早期集成控制系統不成熟就倉促上路研發推拉式聯車的國家曾爲此付出慘痛代價，參見1984年福爾柯克列車事故。而今，推拉式聯車已成爲最基本、成熟的列車集成控制系統，安全性遠高於傳統掛載列車。中國大陸的NDJ3、CR200J、法國的TGV高鐵都是推拉式聯車。臺鐵的推拉式自強號的頭尾兩機車間均具有接近推拉式聯車的集成度，但可由機務加減掛車廂，但各車廂依然具備獨立的緊急制動閥，介於傳統推拉式列車與推拉式聯車之間。

## 著名的動力集中式列車
- 台鐵推拉式自強號
- 中国国铁DJJ1型藍箭/DJJ2型中华之星/复兴号CR200J型动车组/复兴号CR220J型动车组
- 法国TGV系列
- 德国ICE-1/ICE-2
- 歐洲之星373型
- 美國阿西乐特快号列车
- 瑞典國鐵SJ2000列車
- 韓國高速鐵道(KTX)KTX-山川和KTX-I